# Rietz-Neuendorf
Rietz-Neuendorf – gmina w Niemczech w kraju związkowym Brandenburgia, w powiecie Oder-Spree.
W skład gminy Rietz-Neuendorf wchodzą następujące dzielnice: Ahrensdorf, Alt Golm, Behrensdorf, Birkholz, Buckow, Drahendorf, Glienicke, Görzig, Groß Rietz, Herzberg, Neubrück, Pfaffendorf, Sauen, Wilmersdorf.

## Zobacz też

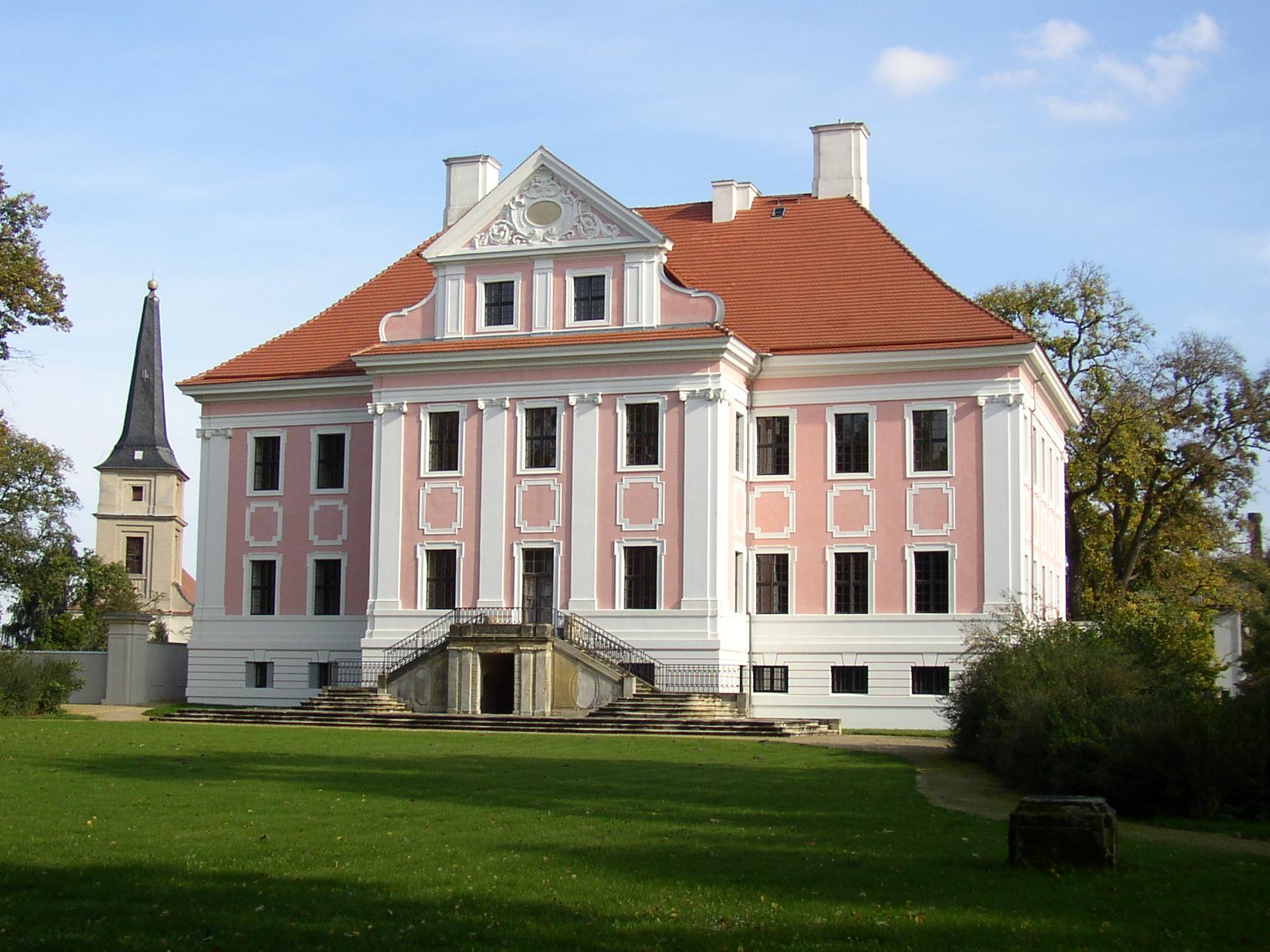
Zamek w Groß Rietz